# Ballhaus Naunynstraße
Le Ballhaus Naunynstraße, situé à Kreuzberg, Berlin, est un théâtre fondé en 2008, sous la direction de Shermin Langhoff. Il est une plateforme majeure pour l'art et la culture post-migrants en Allemagne, abordant des thèmes comme le multiculturalisme, le racisme et l'intégration.
À partir de 2012, sous la direction de Wagner Carvalho (pt) et Tunçay Kulaoğlu (de), le théâtre se concentre sur la danse, la performance et la lutte contre le racisme, en intégrant des perspectives noires et queer. Depuis 2013, il est reconnu comme un lieu de résistance et un espace d'existence pour les artistes issus de l'immigration.
Le Ballhaus Naunynstraße est récompensé en 2012 et 2013 pour le meilleur « Drame contemporain » au Festival de Théâtre Privé de Hambourg. En 2023, il remporte le prix principal du Théâtre du Gouvernement fédéral, pour son rôle dans la réflexion sur les structures postcoloniales.

## Le théâtre

### Histoire
À l'origine, le Ballhaus Naunynstraße est une salle de bal composée de 99 places, décorée de stuc datant de 1863. En 2008, sous la direction du club Kultursprünge et de Shermin Langhoff, il se transforme en l'une des principales plateformes de l'art et de la culture post-migrants en Allemagne, concrétisant un concept développé sous la direction de Matthias Lilienthal au Hebbel am Ufer (de).
La directrice met en scène des histoires souvent négligées de l'Europe migrante, abordant des thèmes comme le multiculturalisme, le racisme et l'intégration. Inspirée par l'auteur germano-turc Feridun Zaimoğlu, elle popularise le terme « post-migrant », décrivant les identités des Allemands de deuxième ou troisième génération issus de l'immigration.
Le Ballhaus Naunynstraße devient rapidement un centre important pour les groupes de théâtre migratoires et les projets communautaires. Il est cependant confronté à la discrimination et aux stéréotypes, étant qualifié de manière péjorative de Migrantenstadl (théâtre de migrants).
À l'automne 2012, le danseur Wagner Carvalho et le réalisateur Tunçay Kulaoglu prennent la direction du Ballhaus Naunynstraße. Ils poursuivent le travail de théâtre post-migratoire tout en mettant l'accent sur la danse et la performance. La programmation se concentre non seulement sur les thèmes de la migration, mais aussi sur la lutte contre le racisme et l'exploration de la Shoah. Impliqués depuis ses débuts, ils succèdent à Shermin Langhoff, qui rejoindra le Maxim Gorki Theater à partir de la saison 2013/2014,.
Depuis 2013, sous la direction artistique de Wagner Carvalho, le Ballhaus Naunynstraße s’ouvre davantage aux artistes noirs et intègre des perspectives queer. Il[Qui ?] souligne que le théâtre se détourne des thèmes d'identité et d'origine pour privilégier la diversité et la richesse issues de l'immigration. À partir de 2016, il assume également le rôle de directeur général.
En 2019, le Ballhaus Naunynstraße est décrit comme le « seul théâtre noir d'Allemagne ». Pedro Carvalho et Julia Wissert, directrice du Théâtre de Dortmund, sont les seuls intendants noirs dans les théâtres allemands. La majorité des directeurs sont blancs et masculins. Ces théâtres sont vus comme des lieux de résistance, Pedro Carvalho affirmant que ce lieu est un espace d'existence et de résistance.
| 2008-2012        | depuis 2013          |
| ---------------- | -------------------- |
| Shermin Langhoff | Wagner Carvalho (pt) |

### Projets culturels et programmation
Le Ballhaus Naunynstraße propose divers projets participatifs, notamment pour les jeunes de la communauté de Kreuzberg, un quartier densément peuplé de travailleurs immigrés. Par exemple, l'Académie des Autodidactes, fondée par Şermin Langhoff en 2007, vise à offrir une formation culturelle aux jeunes artistes migrants sans formation académique formelle. Ce programme, soutenu par des artistes comme Neco Çelik (tr) et Hülya Duyar (tr), permet aux jeunes noirs, queer et migrants de 16 à 27 ans d'accéder à la production théâtrale et culturelle,.
En plus de ce projet, des ateliers hebdomadaires de théâtre et d'acteur sont organisés, offrant ainsi un espace d'apprentissage continu pour les jeunes. Ceux-ci peuvent également s'impliquer dans des projets de théâtre et de vidéo-productions au sein du théâtre.
Concernant sa programmation, elle se concentre particulièrement sur les thèmes de la migration et les biographies migratoires, attirant un public diversifié et intergénérationnel. Contrairement aux autres théâtres traditionnels du pays, le Ballhaus Naunynstrasse attire des personnes culturellement et socialement engagées, notamment celles ayant des histoires de migration.
Le théâtre a connu un succès notable avec des productions telles que Verrücktes Blut (Crazy Blood) de Nurkan Erpulat et Jens Hillje, et a été invité à des festivals comme les Berliner Theatertreffen et les Journées Théâtrales de Mülheim (de).

#### Festivals
Le Ballhaus Naunynstraße a ouvert en 2008 avec le festival Dogland, consacré au théâtre post-migratoire. Cet évènement met en avant la pièce Dogland de Nuran David Calis, partie de sa trilogie Heimat, et inclut aussi Café Europa et Dog eat Dog, mises en scène par Mehdi Moinzadeh (de).
En 2013, BLACK LUX - Une fête de la patrie depuis des perspectives noires fut le premier festival sur les perspectives noires en Allemagne.
Durant la saison 2014/15, le festival We are tomorrow – Visionen und Erinnerungen anlässlich der Berliner Konferenz von 1884 a marqué le point culminant pour le Ballhaus Naunynstraße. Étalé sur trois mois, il a renforcé le lieu comme un espace de résistance contre la discrimination et de discours artistique autonome.
Durant la saison 2017/18, le festival « Republik Repair : Dix points, dix revendications, un festival. Reparatory Imaginings from Black Berlin » a ouvert la saison au Ballhaus Naunynstraße. Celui-ci explore les revendications de réparation des États caribéens comme modèle pour guérir les séquelles du colonialisme, y compris à Berlin.
En 2019, le festival Postcolonial Poly Perspectives met en avant l'importance des points de vue multiples pour la survie des opprimés et comme clé des sociétés démocratiques. Il se concentre sur la vie quotidienne et sa décolonisation.

### Financements
Subventionné par l'État, le Ballhaus Naunynstraße reçoit une aide fixe, mais doit constamment chercher des financements supplémentaires pour ses nombreuses productions. Avec un budget de base annuel d'environ 423 000 euros, le théâtre réussit à maintenir des partenariats de coopération financière avec des institutions culturelles telles que le Théâtre National de Mannheim (en) et le Théâtre Thalia .
Malgré des critiques concernant la forte proportion de projets d'origine turque financés, les décisions de financement sont principalement basées sur la qualité des projets. Le Ballhaus Naunynstrasse reçoit environ 40 à 50 % du total des fonds disponibles pour les projets indépendants.
Depuis 2008, il a obtenu les deux tiers de 343 000 euros pour le financement des projets, soit 223 000 euros, et en 2010, il a également reçu 40 000 euros supplémentaires pour quatre productions sur dix ayant obtenu des fonds. En 2011, quatre des neuf projets acceptés étaient également basés au Ballhaus, avec un financement total de 52 000 euros.
En 2019, l'administration culturelle de Berlin alloue 142 000 euros à celui-ci pour deux projets, faisant de ce théâtre l'un des lieux les mieux financés. Ces fonds font partie des 2,63 millions d'euros approuvés pour soutenir divers projets de danse et de théâtre dans la ville.

## Prix
En 2012, le Ballhaus Naunynstraße de Berlin a été distingué au 1er Festival de Théâtre Privé de Hambourg avec le prix Monica-Bleibtreu du meilleur « Drame contemporain » pour « Pauschalreise – 1. Generation » de Hakan Savaş Mican, mis en scène par Lukas Langhoff (de).
En 2013, le théâtre a de nouveau remporté le prix du « Drame contemporain » lors des Journées du Théâtre Privé de Hambourg, cette fois pour « Die Saison der Krabben » de Hakan Savaş Mican,.
En 2023, il remporte le prix principal du Théâtre du Gouvernement fédéral, doté de 200 000 euros. La ministre déléguée à la Culture, Claudia Roth, souligne que ce théâtre offre un espace de réflexion crucial sur les structures postcoloniales dans l'art et la vie quotidienne,,.

## Créations et mises en scène notables
- 2008 : Türkisch Gold de Nurkan Erpulat[27].
- 2009 : Schwarze Jungfrauen (de) - Feridun Zaimoglu et Günter Senkel (de)

- 2010 : Verrücktes Blut (Crazy Blood) - Nurkan Erpulat et Jens Hillje[28],[29].
- 2012 : Pauschalreise – 1. Generation - Hakan Savaş Mican[30].
- 2013 : Die Saison der Krabben de Hakan Savaş Mican[31].
- 2013: Schwarz tragen d'Elisabeth Blonzen[32] .
- 2015 : Die Dunkelkammer de Kostis Kallivretakis[33].
- 2014 : Feuer in den Köpfen de Mudar Alhaggi et Wael Kadour[34].

## Artistes du Ballhaus Naunynstraße
- Hakan Savaş Mican (de)[21].
- Nurkan Erpulat (de)[29].
- Jens Hillje (de)
- Nurkan Erpulat (de)
- Elisabeth Blonzen[29].
- Züli Aladag (de)[35].
- Fabian Passamonte (de)[35].